# جنيفر كونلي
جنيفر لين كونلي (بالإنجليزية: Jennifer Connelly)‏ هي ممثلة وعارضة أزياء أمريكية، من مواليد 12 ديسمبر 1970 في جبال كاتسكيل بولاية نيويورك. بالرغم من أنّها بدأت مسيرتها الفنية بمشاركتها في عدد من الأفلام في جيل المراهقة، فإنّها أسّست نفسها كممثلة جدّية فقط لدى مشاركتها في فيلم صلاة لراحة حلم في عام 2000، وفيلم عقل جميل عام 2001، والتي حصلت بسببها على جائزة الأوسكار لأفضل ممثلة مساعدة، هذا بالإضافة إلى جوائز الغولدن غلوب وجائزة الأكاديمية البريطانية لفنون السينما والتلفزيون، كما ظهرت في العديد من الأفلام منها الأطفال الصغار والألماس الدموي وطريق الحجز. هي حالياً متزوجة من الممثل بول بيتاني.

## نشأتها
ولدت جنيفر كونلي في نيويورك بالقرب من جبال كاتسكيل، ابنة إيلين تاجرة التحف وجيرارد كونلي صانع الملابس، أبيها كاثوليكي من أصول أيرلندية ونرويجية. نشأت في بروكلين هايتس, بالقرب من جسر بروكلين في مانهاتن, هذا بخلاف الأربع سنوات التي قضتها مع عائلتها في وودستاك، نيويورك. جنيفر كانت طالبة في مدرسة سينت آن الخاصة في بروكلين هايتس.

## الحياة المهنية

### عرض الأزياء للأطفال وظهورها بأدوار بسيطة
عندما كانت جنيفر بعمر العاشرة كان هنالك صديق مقرب لعائلتها يعمل في مجال الإعلانات، صديق العائلة اقترح أن يأخذها إلى اختبار عرض أزياء، تم قبولها تحت مظلة وكالة فورد لعروض الأزياء، ثم انتقلت إلى الإعلانات التلفزيونية وظهرت على أغلفة المجلات مثل مجلة seventeen.
بدأت أمها في أخذها لحضور الاختبارات التجريبة للأفلام، وفي تلك المرات أحد المخرجين رآها وعرفها على سيرجيو ليوني الذي كان يبحث عن فتاة صغيرة للرقص في فيلمه حدث ذات مرة في أمريكا، بينما كانت تصور الفيلم ظهرت للمرة الأولى على التلفاز في المسلسل البريطاني Tales of the Unexpected.

## الحياة الشخصية
ظهرت في الإعلانات التجارية في اليابان، ولم تكن تخطط للزواج من بيل كامبيل مساعدها في Rocketeer (1991 فقد كانوا سوية لمدة خمس سنوات. كانت تتحدث اللغة الإيطالية والفرنسية بطلاقة. وكانت عضوة الجمبازيوم الذهبي الذي أقيم في فينيسيا لمده سنة-سنتين، ولكن لم تستمر. كانت تستمتع بالأنشطة الرياضية كالسباحة، الجومبازيوم وركوب الدراجات الهوائية، وكانت أيضا تحب النشاطات الخلوية كالنزهات وإقامة المخيمات والسفر مشياً على الأقدام. كانت تتمتع بالعقلانية والتعقيد وتهتم بالفيزياء والفلسفة اللغوية. ولَمْ تهوى كثيراً بخيالِ هوليود. تحب اللألئ والخيول والحدائق. ألونها المفضلة الأزرق والأخضر بألوان الغابات المائل إلى الرمادي ولون البحار.

## الترشيحات والجوائز

### الأوسكار
- أفضل ممثلة مساعدة عام 2002 عن فيلم عقل جميل وفازت بها.

### الغولدن غلوب
- أفضل ممثلة مساعدة عام 2002 عن فيلم عقل جميل وفازت بها.

## الأعمال

### أفلام
| السنة | العنوان                         | الدور                   |
| ----- | ------------------------------- | ----------------------- |
| 1984  | حدث ذات مرة في أمريكا           | ديبورا جيلي (الشابة)    |
| 1985  | فينومينا                        | جينيفر كورفينو          |
| 1986  | متاهة                           | سارة ويليامز            |
| 1990  | النقطة الساخنة                  | جلوريا هاربر            |
| 1991  | فرص عمل                         | جوزفين "جوزي" ماكليلان  |
| 1991  | الرجل الصاروخى                  | جينيفر "جيني" بليك      |
| 1998  | مدينة الظلام                    | إيما موردوك / آنا       |
| 2000  | مرثية حلم                       | ماريون سيلفر            |
| 2000  | بولوك                           | روث كليجمان             |
| 2001  | عقل جميل                        | أليسيا ناش              |
| 2003  | هولك                            | إليزابيث "بيتي" روس     |
| 2003  | منزل الرمل والضباب              | كاثرين "كاثي" نيكولو    |
| 2005  | ماء عادم                        | داليا ويليامز           |
| 2006  | الأطفال الصغار                  | كاثرين "كاثي" آدمسون    |
| 2006  | الألماس الدموي                  | مادلين "مادي" بوين      |
| 2007  | طريق الحجز                      | غريس لينلر              |
| 2008  | اليوم الذي تبقى فيه الأرض صامدة | هيلين بنسون             |
| 2008  | إنكهارت                         | روكسان                  |
| 2009  | هو ليس معجبا بك فحسب            | جانين جوندرز            |
| 2009  | 9                               | 7                       |
| 2010  | فيرجينيا                        | فرجينيا                 |
| 2014  | قصة الشتاء                      | فرجينيا جيملي           |
| 2014  | نوح                             | امرأة نوح               |
| 2017  | سبايدرمان: العودة للوطن         | كارين / سيدة البدلة     |
| 2017  | الشجعان فقط                     | أماندا مارش             |
| 2019  | أليتا: ملاك المعركة             | دكتور شيرين             |
| 2022  | توب غان: مافريك                 | بينيلوبي "بيني" بنيامين |

## روابط خارجية
- جنيفر كونلي على موقع IMDb (الإنجليزية)
- جنيفر كونلي على موقع الموسوعة البريطانية (الإنجليزية)
- جنيفر كونلي على موقع روتن توميتوز (الإنجليزية)
- جنيفر كونلي على موقع مونزينجر (الألمانية)
- جنيفر كونلي على موقع ألو سيني (الفرنسية)
- جنيفر كونلي على موقع ميوزك برينز (الإنجليزية)
- جنيفر كونلي على موقع تيرنر كلاسيك موفيز (الإنجليزية)
- جنيفر كونلي على موقع أول موفي (الإنجليزية)
- جنيفر كونلي على موقع بوكس أوفيس موجو (الإنجليزية)
- جنيفر كونلي على موقع قاعدة بيانات الأفلام السويدية (السويدية)